# Austin 25/30
O Austin 25/30 foi o primeiro automóvel fabricado pela empresa britânica Austin Motor Company entre 1906 e 1907.
Era um automóvel convencional com motor de quatro cilindros com tração por corrente, seu motor posuia uma taxa de potência de 32 hp (23,9 kW), estava disponível também a versão 15/20 hp com preço de ₤500 bem como o 25/30 por ₤650. A única concessionária para a venda dos modelos foi a do Sr. Harvey du Cros júnior (1872-1928).
Entre abril e outubro de 1906 somente 23 unidades dos carros foram vendidas, sendo mais do modelo 25/30, nos doze meses seguintes até outubro de 1907 um total de 147 veículos haviam sido vendidos dos dois modelo.
O 25/30 foi fabricado por mais de um ano com um total de 65 unidades produzidas.

## Chassis
O chassi do modelo foi feito em aço rígido, com um subchassi para o motor e a caixa de marchas, para os padrões do seu tempo era um chassi totalmente ortodoxo, mas mesmo assim de primeira qualidade excelente confiabilidade.

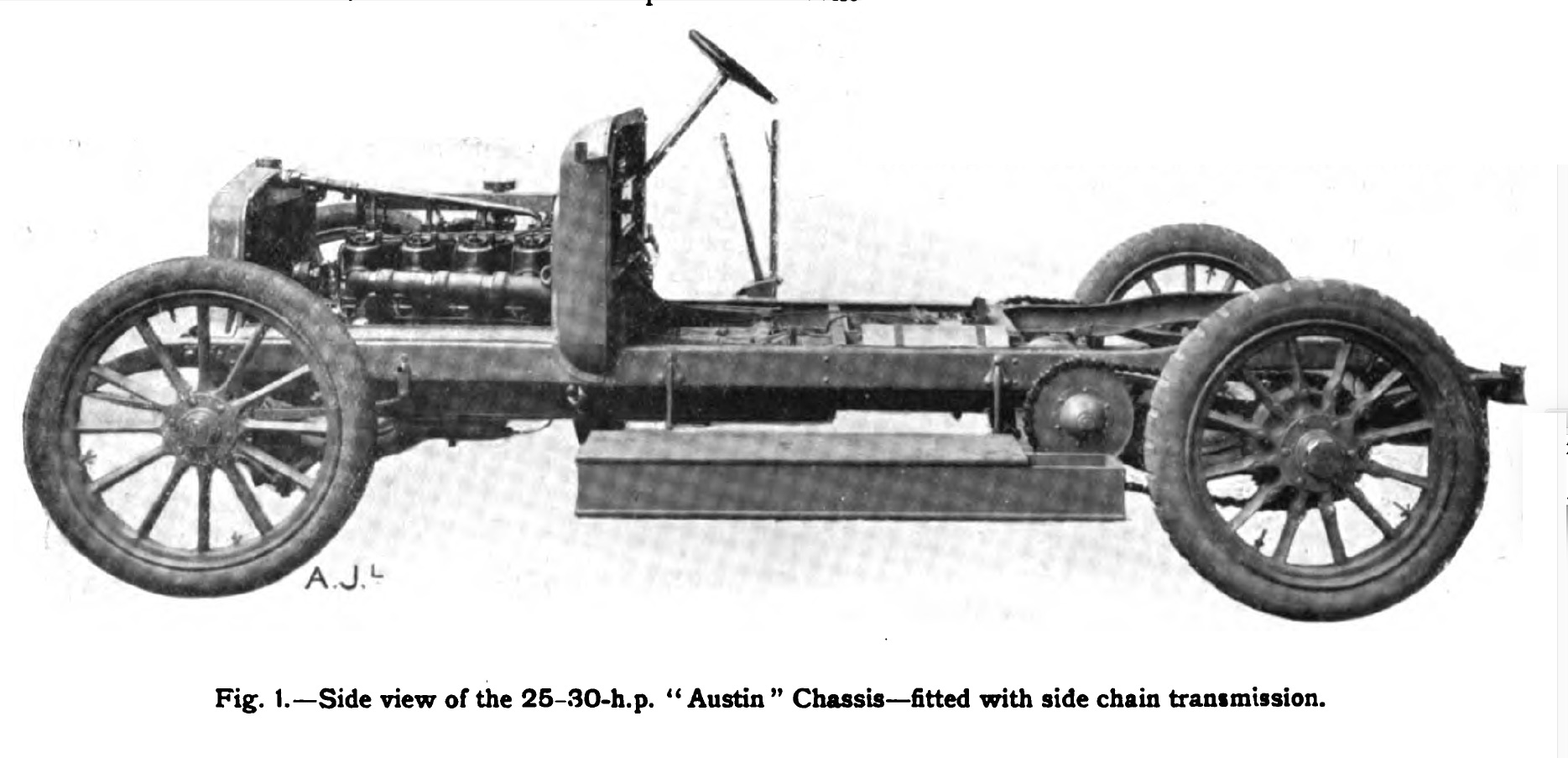
Vista lateral do chassi do modelo 20/30 equipado com corrente de transmissão lateral.
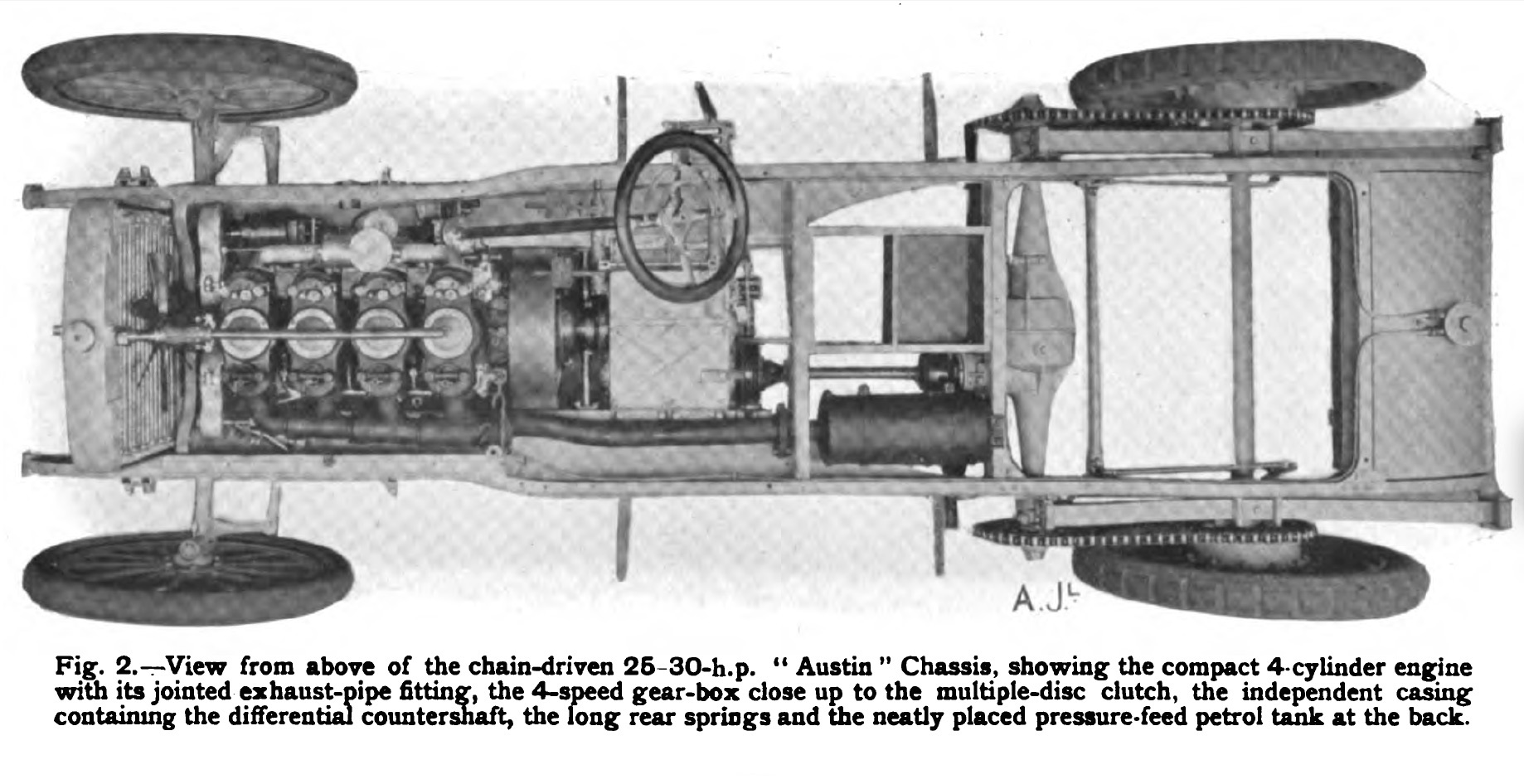
Vista de cima do chassi mostrando o motor e como a transmissão era disposta para fazer com que a motricidade passasse para as rodas traseiras.
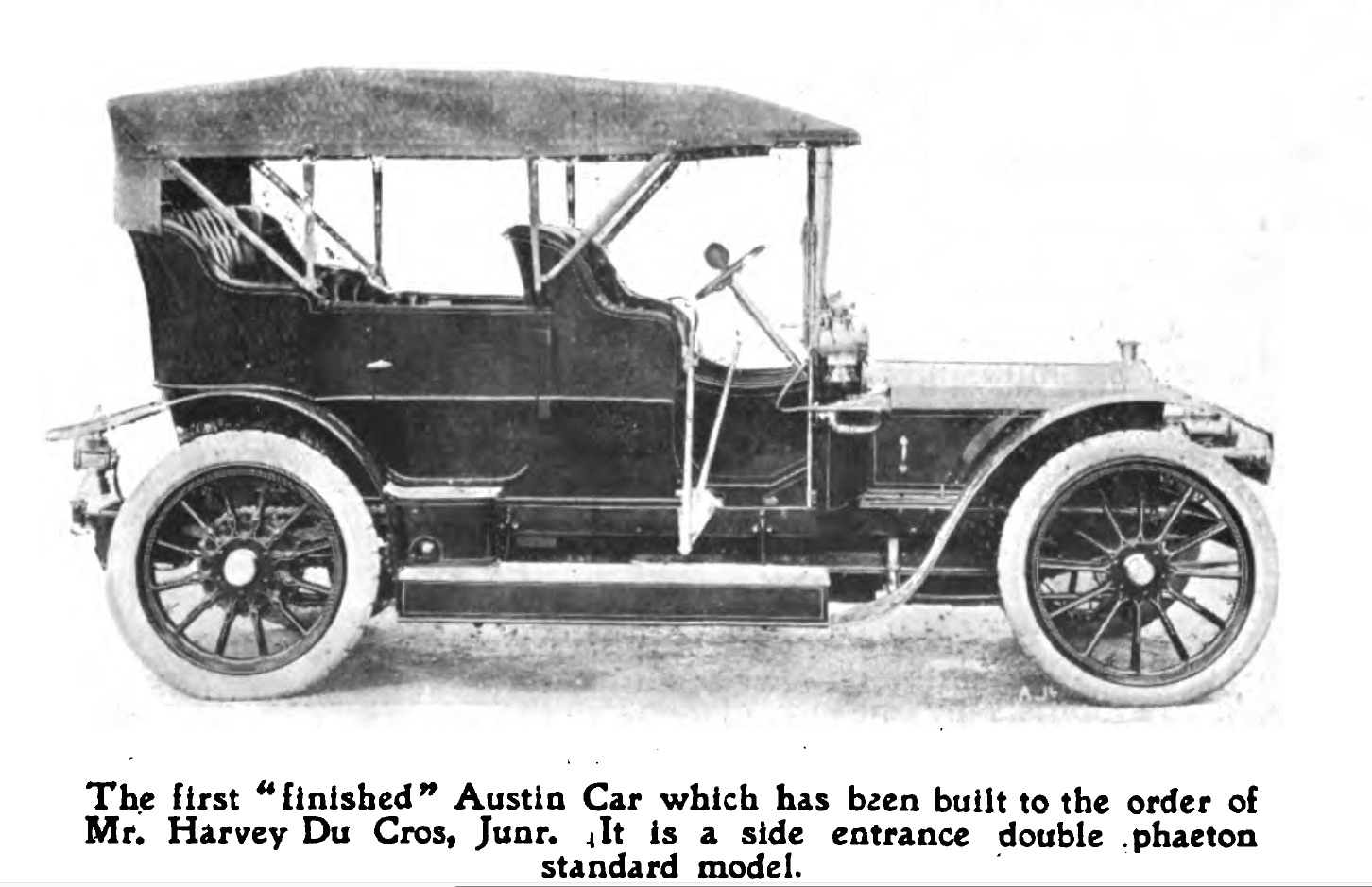
Primeiro unidade finalizada do modelo 25/30. c. junho de 1906.

- Conteúdo relacionado com Austin 25/30 no Wikimedia Commons.